# Strukturgen
Strukturgen är ett litet segment i en DNA-molekyl (i en cellkärna eller annan anlagsbärande del i en cell), som via RNA bestämmer aminosyresekvensen i en proteinmolekyl (t. ex. enzymmolekyl). Strukturgenernas aktvitet regleras av andra segment, operator- och regulatorgener.

## Funktion
Strukturgenen kodar för någon RNA- eller proteinprodukt med något annat syfte än en reglerande faktor, dvs. regulatoriskt protein. Den kan koda för ett strukturellt protein, ett enzym, eller en RNA-molekyl som inte är involverad i reglering. Strukturella gener representerar en enorm variation av proteinstrukturer och funktioner, inklusive strukturella proteiner, enzymer med katalytiska aktiviteter och så vidare. 
Dessa gener krävs av de morfologiska eller funktionella egenskaper hos cellen. I eukaryoter, förekommer dessa i delad form uppdelad i introner och exoner, men i prokaryoter är de kontinuerliga. De strukturella generna är engagerade i syntesen av en polypeptidkedja eller ett antal polypeptidkedjor och handlar också om syntesen av olika typer av RNA som krävs under proteinsyntes. Strukturella gener skiljer sig från regulatoriska eller promotorgener, eftersom de har ett betydelsefullt syfte att faktiskt transkribera för proteiner.
I Lac-Operon-konceptet är strukturgener associerade med syntesen av de enzymer som behövs för katabolismen av laktos. I lac-operon, finns det tre strukturella gener:
- a. Lac Z-genen för beta-galaktosidas-enzym.
- b. Lac Y-genen för beta-galaktosid permeas-enzym.
- c. Lac A-genen för beta-galaktosid transacetylas-enzym.

Systemet fungerar så, att utan laktos i cellen, binder repressorproteinet till operatorn och förhindrar införande av RNA-polymeras i de tre strukturella generna. Med laktos i cellen, binder laktos till repressorn, vilket orsakar en strukturell förändring av repressorn som förlorar sin affinitet för operatorn. RNA-polymeras kan således sedan binda till promotorn och transkribera de strukturella generna. I detta system verkar laktos som en effektormolekyl, som är en molekyl som interagerar med repressorn och påverkar affiniteten av repressorn för operatören. 